# Języki dżamindżungańskie

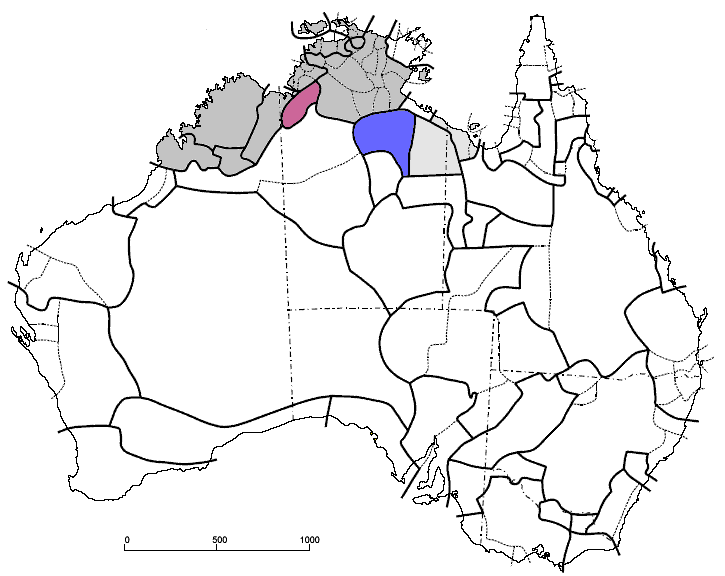
Lokalizacja języków dżamindżungańskich w Australii.

Języki dżamindżungańskie – rodzina dwóch języków aborygeńskich, używanych w północnej Australii, dżamindżung i nungali. Neil Chadwick zaproponował połączenie języków dżamindżugańskich z językami Zachodniej Barkly w ramach rodziny mindyjskiej.